# Andinobates virolinensis
Andinobates virolinensis é uma espécie de anfíbio da família Dendrobatidae.
É endémica da Colômbia.
Os seus habitats naturais são: regiões subtropicais ou tropicais húmidas de alta altitude e rios.
Está ameaçada por perda de habitat.